# Gene Deitch
Eugene Merril "Gene" Deitch (n. 8 august 1924, Chicago, Illinois – d. 16 aprilie 2020) a fost un animator, ilustrator și regizor de film. Din 1959 locuia în Praga.
Deitch a câștigat un Premiu Oscar la categoria Cel mai bun scurt metraj de animație în 1961, fiind primul scurt-metraj de animație produs în afara Statelor Unite care primește acest premiu. În 2003, Deitch a primit premiul „Annie” pentru întreaga activitate din partea ASIFA Hollywood.

## Carieră
În anii '50 a lucrat la Terrytoons ca producător, creând personaje ca Sidney the Elephant, Gaston Le Crayon, și Clint Clobber. Deitch a produs desene animate și pentru studiourile UPA/Columbia Pictures, Terrytoons/20th Century Fox (Tom Terrific), MGM/United Artists (Tom și Jerry), și Paramount Pictures (Nudnik, Popeye).
Din 1968 până la retragerea sa în 2006, Deitch a fost animator șef al organizației Weston Woods/Scholastic din Connecticut, unde adapta cărți pentru copii în desene animate.
Fii săi Kim Deitch, Simon Deitch și Seth Deitch sunt artiști și scriitori în domeniile underground comix și benzi desenate alternative.

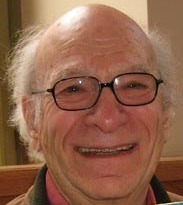

==Note==
1. ↑   https://www.dailymail.co.uk/tvshowbiz/article-8234221/Gene-Deitch-sadly-passed-away-unexpectedly-aged-95.html Lipsește sau este vid: |title= (ajutor)
2. ↑  Library of Congress Authorities, accesat în 2 ianuarie 2021
3. 1 2  The Fine Art Archive, accesat în 1 aprilie 2021
4. ↑  iDNES.cz, 17 aprilie 2020
5. ↑  ]][[Categorie:Articole cu legături către elemente fără etichetă în limba română
6. ↑  Museum of Modern Art online collection, accesat în 4 decembrie 2019
7. ↑  www.acmi.net.au
8. ↑  Autoritatea BnF, accesat în 10 octombrie 2015
9. 1 2  Czech National Authority Database, accesat în 1 martie 2022
10. ↑   https://www.comic-con.org/awards/inkpot, accesat în 24 septembrie 2021 Lipsește sau este vid: |title= (ajutor)
11. ↑  Lenburg, Jeff (2006). Who's who in animated cartoons: an international guide to film & television's award-winning and legendary animators (ed. Illustrated). New York: Applause Theatre & Cinema Books. pp. 62–64. ISBN 978-1-55783-671-7.
12. ↑  „1960 (33rd)”. Academy of Motion Picture Arts and Sciences. Accesat în 22 februarie 2014.
13. ↑  "Anatomy of an Oscar" Occasional Deitch 2007, page 3, retrieved [2007-11-04].
14. ↑  Annie Awards Winsor McCay recipient 2003 Arhivat în 24 iulie 2011, la Wayback Machine. retrieved 2007-11-03.
15. ↑  Sidney the Elephantat Don Markstein's Toonopedia. from the original on 20 ianuarie 2015.
16. ↑  Gaston Le Crayonat Don Markstein's Toonopedia. from the original on 16 aprilie 2012.
17. ↑  Clint  Clobberat  Don Markstein's Toonopedia. from the original on 16 aprilie 2012.

## Legături externe
- Site web oficial
- Gene Deitch la Internet Movie Database